# Альфред Хичкок представляет (телесериал, 1955)
«Альфред Хичкок представляет» (англ. Alfred Hitchcock Presents), с восьмого сезона «Час Альфреда Хичкока» (англ. The Alfred Hitchcock Hour) — американский телесериал-антология, ведущим которого являлся Альфред Хичкок. Шоу транслировалось со 2 октября 1955 по 10 мая 1965 года, на протяжении десяти сезонов.

## Заставка
В заставке показывалось ставшее весьма узнаваемым карикатурное изображение профиля Хичкока из нескольких линий, и звучал «Похоронный марш марионеток» Гуно. Затем появлялся в малообставленной студии или в декорациях фильма сам Хичкок. Хичкок также появлялся в заключении серии.

## Создание
Хичкок избрал своего бывшего секретаря, сценариста и продюсера Джоан Харрисон, на должность продюсера; над многими эпизодами вместе с ней работал Норман Ллойд. Как сценаристы, они подбирали хорошие ранее опубликованные истории с саспенсом, соответствующие вкусам их босса; они представляли планы историй Хичкоку, а он (по свидетельству Ллойда) выбирал те, создание которых сам возглавит.

## Премии и номинации
В 1958 году телесериал получило награду «Золотой глобус» как «лучшее ТВ-шоу».
В 2007 году сериал вошёл в список «100 лучших телешоу всех времён по версии журнала Time». Одновременно с этим Гильдия сценаристов США поместила программу на 79 позицию с своем рейтинге 101 шоу с лучшим сценарием. В 1985 году был снят одноимённый сериал-возрождение, продлившийся четыре сезона.
Эпизод, открывающий третий сезон, — «Стеклянный глаз» (1957 год) принёс режиссёру Роберту Стивенсу премию «Эмми». Два эпизода, срежиссированных самим Хичкоком, были номинированы на премию «Эмми»: «Случай с мистером Пелхэмом» (1955 год, в главной роли Том Ивелл) и «Агнец на заклание» с Барбарой Бел Геддес (1958 год).

## Выпуск на DVD
| Название     | Кол-во серий | Дата выхода     | Дата выхода     | Дата выхода    |
| Название     | Кол-во серий | 1 регион        | 2 регион        | 4 регион       |
| ------------ | ------------ | --------------- | --------------- | -------------- |
| Season One   | 39           | 4 октября 2005  | 20 февраля 2006 | 15 июля 2009   |
| Season Two   | 39           | 18 октября 2006 | 26 марта 2007   | 17 ноября 2009 |
| Season Three | 39           | 9 октября 2007  | 14 апреля 2008  | 17 мая 2010    |
| Season Four  | 36           | 24 ноября 2009  | не объявлено    | не объявлено   |